# Klitorismus
Klitorismus (z řeckého kleitoris+ismos) je ženská obdoba priapismu. Jedná se o dlouhodobou a bolestivou erekci klitorisu. Toto slovo je také používáno k popsání abnormálního zvětšení klitorisu.